# Фатума бинти Юсуф аль-Алави
Фатума бинти Юсуф аль-Алави (ок. 1650—1715) — правительница Унгуджи (Занзибар) в период до султаната. Поддерживая португальцев в их войне против Омана, она отправляла припасы европейцам во время осады Форта Иисус в Момбасе. Она была схвачена во время последующей оманской оккупации Занзибара и сослана на Аравийский полуостров. Получив разрешение вернуться в 1709 году, она правила островом как клиентским государством оманцев до своей смерти.

## Биография
Фатума бинти Юсуф аль-Алави (также называемая Фатимой) родилась около 1650 года. Её предки были уважаемыми сеидами из Хадрамаута, Йемен, но она также заявляла об их персидском происхождении. Дочь занзибарского короля Юсуфа, разделившего свои владения, Унгуджу, между двумя детьми: на юге правил её брат Бакари бин Юсуф из Кизимкази, а на севере управляла Фатума с места современного города Занзибар.
Фатума вышла замуж за своего двоюродного брата Абдаллу, короля Утондве — королевства суахили на африканском побережье напротив Занзибара. У них родился сын Хасан.
Фатума правила в период перехода побережья Восточной Африки от колониального владычества португальцев к растущей мощи Омана. Фатума оставалась верной португальцам, пытаясь пополнить запасы форта Иисус в Момбасе (современная Кения) до во время успешной осады его оманцами 1696—1698 годов. Три отправленных ею дау с продовольствием были захвачены и сожжены оманскими войсками. В другом сообщении говорится, что она послала свои суда сражаться с оманскими. Сообщается также, что Фатума сама отправилась в португальский Гоа в поисках подкреплений для осаждённого гарнизона.
Впоследствии Занзибар также подвпргся набегу оманцев, которые разрушили тамошнее португальское поселение и построили Старый форт Занзибара на месте португальской часовни и дома торговца. Фатума и Хасан были взяты в плен и отправлены в ссылку в Оман. 
В 1709 году им разрешили вернуться на родину, и Фатума управляла Занзибаром как государством-клиентом Омана из своего дворца, находившегося на месте Дома чудес (дворца позднейшего султаната Занзибар). Чтобы обеспечить подчинение Фатумы и помешать ей контактировать с португальцами в Мозамбике, оманцы держали её дворец под прицелом пушки в Старом форте. Фатума умерла в 1715 году и была похоронена на семейном участке к югу от форта. Её сменил Хасан. Её внук был предпоследним независимым правителем Занзибара до установления Оманского султаната.